# Balan (Ardennes)
Balan ist eine französische Gemeinde mit 1.596 Einwohnern (Stand: 1. Januar 2022) im Département Ardennes in der Région Grand Est (vor 2016: Champagne-Ardenne). Die Gemeinde gehört zum Arrondissement Sedan und zum Kanton Sedan-3. Die Einwohner werden Balanais genannt. Die Münchner Balanstraße ist nach dem Ort benannt.

## Geografie
Balan liegt etwa zwei Kilometer südöstlich des Stadtzentrums von Sedan am Nordrand der Argonnen. Die Maas (frz. Meuse) begrenzt die Gemeinde im Westen. Umgeben wird Balan von den Nachbargemeinden Sedan im Westen und Norden, Givonne im Norden und Nordosten, Bazeilles im Osten und Südosten, Noyers-Pont-Maugis im Süden sowie Wadelincourt im Südwesten und Westen.
Durch die Gemeinde führt die Route nationale 43.

## Bevölkerungsentwicklung
| 1962                       | 1968 | 1975 | 1982 | 1990 | 1999 | 2006 | 2012 | 2019 |
| -------------------------- | ---- | ---- | ---- | ---- | ---- | ---- | ---- | ---- |
| 1518                       | 1461 | 1419 | 1376 | 1568 | 1612 | 1648 | 1591 | 1622 |
| Quellen: Cassini und INSEE |      |      |      |      |      |      |      |      |

## Sehenswürdigkeiten
- Alte Spinnerei der Firma Bonhomme und alte Weberei der Firma Godchaux, Monument historique

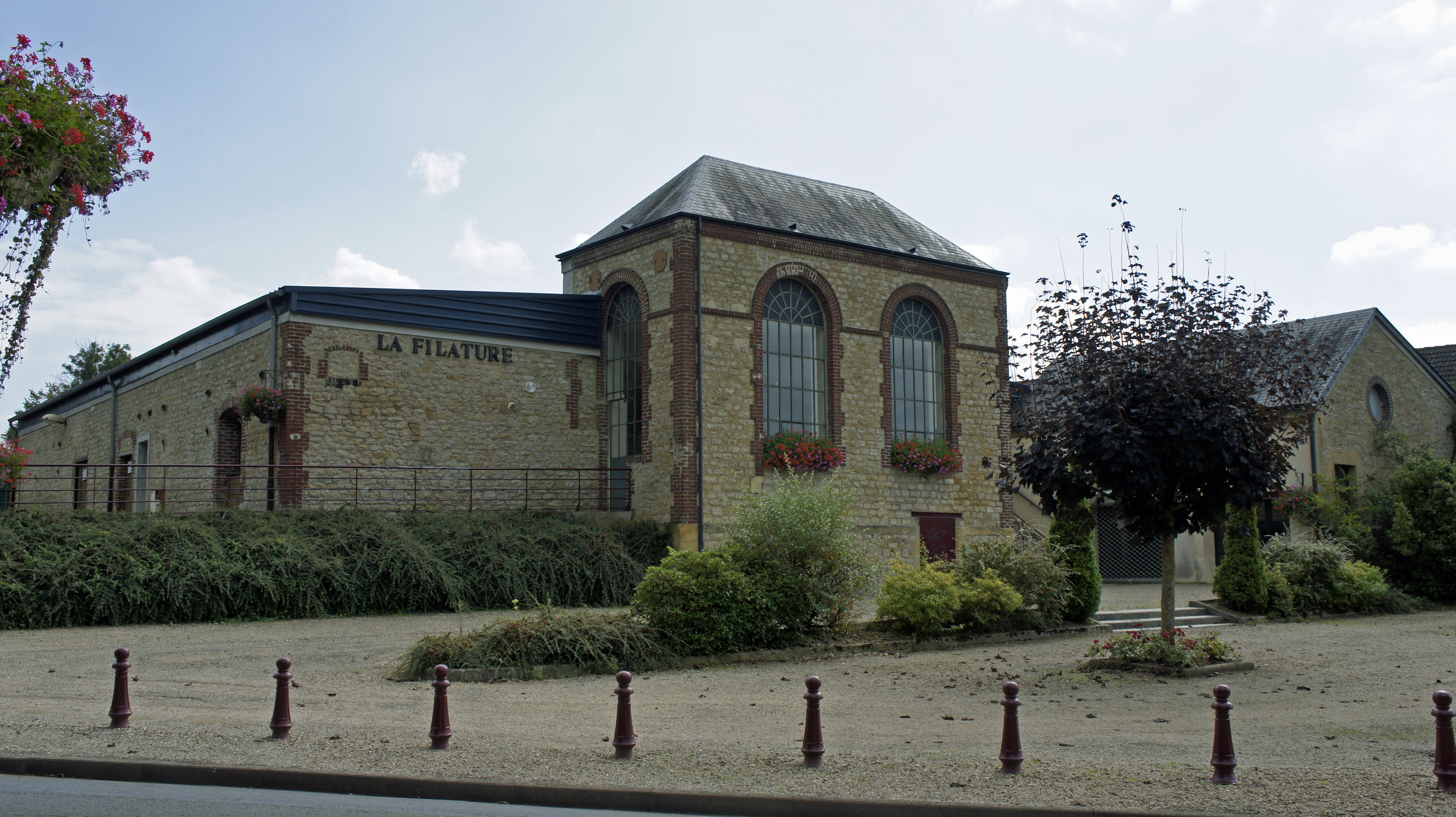
Alte Spinnerei